# Altes Verbrenn

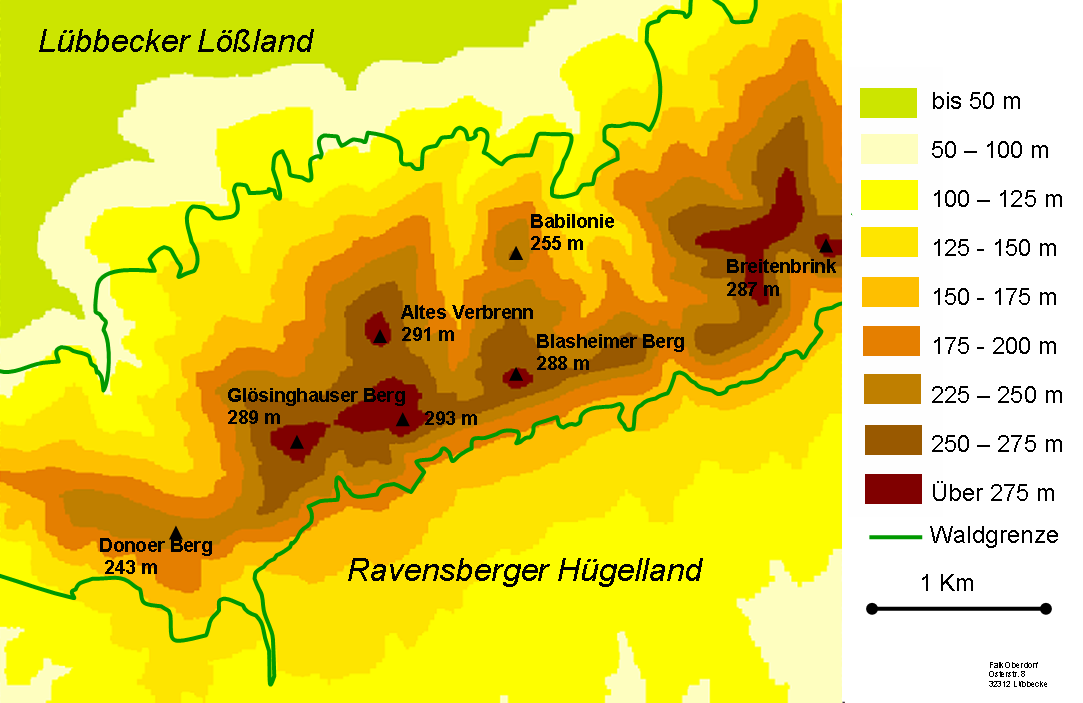
Höhenschichtung des Wiehengebirges um den das Alte Verbrenn

Das Alte Verbrenn, das zwischen den Ortschaften Obermehnen und Oberbauerschaft liegt, ist mit 291 m ü. NHN einer der höheren Berge des Wiehengebirges und die höchste Erhebung der Stadt Preußisch Oldendorf.
Der Name leitet sich aus dem Umstand ab, dass die alten Sachsen auf der Kuppe dieses Berges Brandopfer darbrachten.

## Lage
Der Gipfel des Alten Verbrenns selbst liegt nicht auf dem Hauptkamm des Wiehengebirges, sondern ist diesem vorgelagert, ähnlich wie dies beim Wurzelbrink der Fall ist. Der Gipfel liegt nur 200 Meter westlich der Grenze zur Stadt Lübbecke, so dass die Nordostflanke des Berges bereits zu Lübbecke gehört. Nordöstlich vorgelagert ist der Gipfel der Babilonie.

## Tourismus
500 Meter südlich des Berges verläuft der Kammweg. Hier verlaufen der E11, der Wittekindsweg und der Mühlensteig. Ein mit rotem Dreieck gekennzeichneter Rundweg „Der Weg zum Gipfel“ führt vom Waldkindergarten in Bad Holzhausen auf den Gipfel. Am nordwestlichen Bergfuß verläuft der Limberg-Nonnenstein-Weg; nördlich der Arminiusweg.